# Marian Rejewski
Vous lisez un « bon article » labellisé en 2019.
Marian Rejewski (/ˈmarjan rɛˈjɛfskʲi/ écouter) est un mathématicien et cryptologue polonais né le 16 août 1905 à Bromberg et mort le 13 février 1980 à Varsovie. Il est à l'origine de la première attaque cryptanalytique sur la machine de chiffrement Enigma au début des années 1930.
Les réalisations de Rejewski et de ses collègues cryptologues Jerzy Różycki et Henryk Zygalski permettent aux Britanniques de commencer à lire des messages chiffrés en allemand passant par Enigma au début de la Seconde Guerre mondiale, sept ans après la reconstruction originale de la machine par Rejewski, en déduisant les plans. Les renseignements obtenus grâce à ces déchiffrements font partie du programme Ultra et contribuent, peut-être de manière décisive, à la défaite du Troisième Reich.
En 1929, alors que Rejewski étudie les mathématiques à l'université Adam-Mickiewicz de Poznań, il suit un cours de cryptologie dispensé par le bureau du chiffre du renseignement militaire polonais, le Biuro Szyfrów, auquel il s'associe en septembre 1932. Le bureau ne parvient pas à lire les messages chiffrés par Enigma et l'affecte sur ce problème à la fin de l'année 1932. Il déduit le câblage interne secret de la machine après seulement quelques semaines. Rejewski et ses deux collègues développent ensuite des techniques pour le décryptage des messages Enigma. Parmi ses contributions, il élabore le catalogue de cartes cryptologiques à l'aide du cyclomètre qu'il a inventé, et la bombe cryptologique. Cinq semaines avant l'invasion allemande de la Pologne en 1939, Rejewski et ses collègues présentent leurs réalisations aux représentants des services de renseignement français et britanniques convoqués à Varsovie. Peu de temps après le déclenchement de la guerre, les cryptologues polonais sont évacués en France où ils continuent de déchiffrer les messages Enigma. Après la chute de la France en juin 1940, ils sont de nouveau obligés d'évacuer. Ils reprennent le travail clandestin quelques mois plus tard dans la France de Vichy. Après l'occupation de la zone libre française par l'Allemagne en novembre 1942,et la mise en place par Laval de surveillance par trigonométrie, Rejewski et Zygalski s'enfuient au Royaume-Uni via l'Espagne, le Portugal et Gibraltar. Là, ils sont enrôlés dans les forces armées polonaises et travaillent pour résoudre des chiffrements allemands de moindre importance.
Après la guerre, Rejewski retrouve sa famille en Pologne et travaille comme comptable. Pendant deux décennies, il garde le silence sur ses travaux cryptologiques pour éviter d'attirer l'attention du gouvernement du pays dominé par l'Union des républiques socialistes soviétiques (URSS) sur des actions réalisées pour des puissances occidentales. Il rompt le silence en 1967 en fournissant à l'Institut d'histoire militaire de Pologne ses mémoires sur ses travaux au Biuro Szyfrów. Il est enterré avec les honneurs militaires au cimetière militaire de Powązki, à Varsovie.

## Biographie

### Famille et études
Marian Rejewski est né le 16 août 1905 à Bromberg, dans la province prussienne de Posnanie,. Il est le fils de Józef, un marchand de cigares, et de Matylda Rejewski, née Thoms. Après avoir terminé ses études secondaires dans un gymnasium de langue allemande, il étudie les mathématiques à l'Institut de mathématiques de l'université Adam-Mickiewicz de Poznań, installé au château Impérial de Poznan.

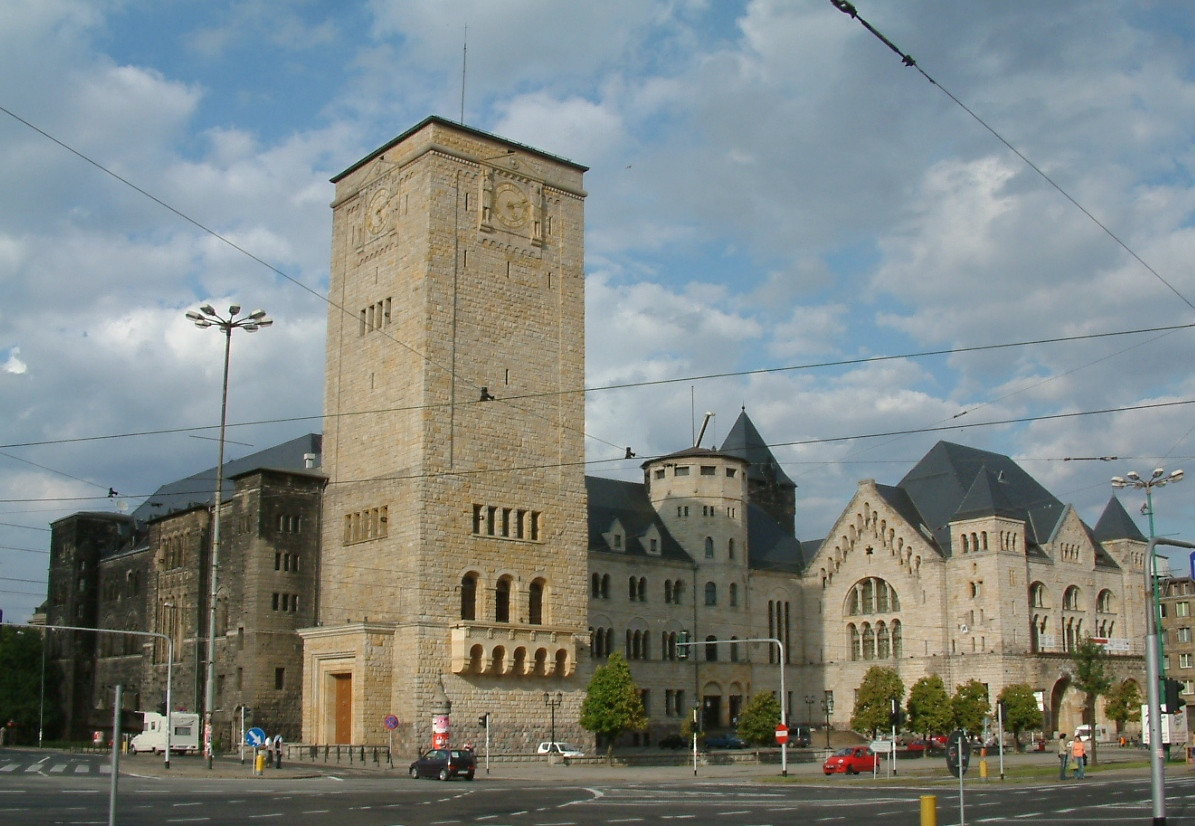
Le château Impérial de Poznan en 2005. Il s'agit du siège de l'Institut de mathématiques de l'université Adam-Mickiewicz de Poznań en 1929.

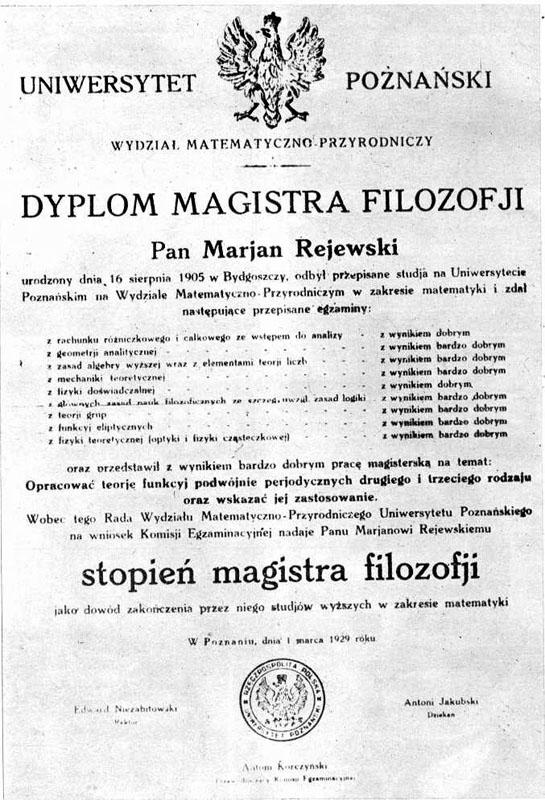
Diplôme d'études supérieurs en mathématiques obtenu par Marian Rejewski à l'université Adam-Mickiewicz de Poznań.

Peu de temps après avoir obtenu son diplôme universitaire pour lequel il réalise une thèse intitulée Théorie des fonctions doublement périodiques des deuxième et troisième types et ses applications, en 1929, Rejewski commence à suivre un cours secret de cryptologie, ouvert le 15 janvier, organisé à l'intention de certains étudiants en mathématiques de langue allemande par le bureau du chiffre du renseignement militaire de l'État-major polonais, le Biuro Szyfrów, avec l'aide du professeur de l'institut Zdzisław Krygowski. Le cours se déroule hors du campus dans une installation militaire et, comme le découvre Rejewski en France en 1939, est « entièrement et littéralement » basé sur le livre Cours de cryptographie (1925) du colonel français Marcel Givierge,. Rejewski et ses camarades Henryk Zygalski et Jerzy Różycki sont parmi les rares à pouvoir suivre le cours tout en répondant aux exigences de leurs études normales.
Le 1er mars 1929, Rejewski obtient une maîtrise en mathématique. Quelques semaines après avoir obtenu son diplôme et sans avoir finalisé son apprentissage au cours de cryptologie du Biuro Szyfrów, il commence la première année d'un cours de statistiques actuarielles d'une durée de deux ans à Göttingen, en Allemagne. Il ne termine pas le cours de statistique car, à son domicile pour l'été 1930, il accepte l'offre du professeur Krygowski de devenir assistant en enseignement des mathématiques à l'université de Poznań. Il commence également à travailler à temps partiel pour le Biuro Szyfrów, qui s'était déjà doté d'une branche à Poznań pour décrypter les messages radio interceptés en allemand. Rejewski travaille environ douze heures par semaine près de l'Institut de mathématiques dans une voûte souterraine, connue sous le nom de « chambre noire ».
La branche de Poznań du bureau du chiffre polonais est dissoute à l'été 1932. À Varsovie, le 1er septembre 1932, Rejewski, Zygalski et Różycki rejoignent l'institution en tant qu'employés civils travaillant au bâtiment de l'état-major, le palais de Saxe. Leur première mission consiste à résoudre un code de quatre lettres utilisé par la marine allemande, la Kriegsmarine. Les progrès sont au départ lents, mais accélèrent après l'interception d'un échange d'un test. Les cryptologues parviennent à deviner que le premier signal est une question : « Quand est né Frédéric le Grand ? », suivi de la réponse, « 1712 ».
Le 20 juin 1934, Rejewski épouse Irena Maria Lewandowska, fille d'un dentiste prospère. Le couple a deux enfants : un fils, Andrzej, né en 1936 et une fille, Janina, née en 1939. Janina deviendra plus tard une mathématicienne comme son père.

### Travail sur la machine Enigma
La machine Enigma est un appareil électromécanique, équipé d'un clavier de 26 lettres et de 26 lampes, correspondant aux lettres de l'alphabet. À l'intérieur se trouve un ensemble de tambours câblés (plusieurs rotors et un réflecteur) qui brouillent les données. La machine utilise un tableau de connexion pour échanger des paires de lettres et le chiffrement varie d'une touche à l'autre. Pour que deux opérateurs puissent communiquer, les deux machines Enigma doivent être configurées de la même manière. Le grand nombre de possibilités dans le réglage des rotors et du panneau de connexion se combine pour former un nombre astronomique de configurations, d'autant que les réglages sont modifiés tous les jours. Le code machine doit donc être configuré chaque jour.

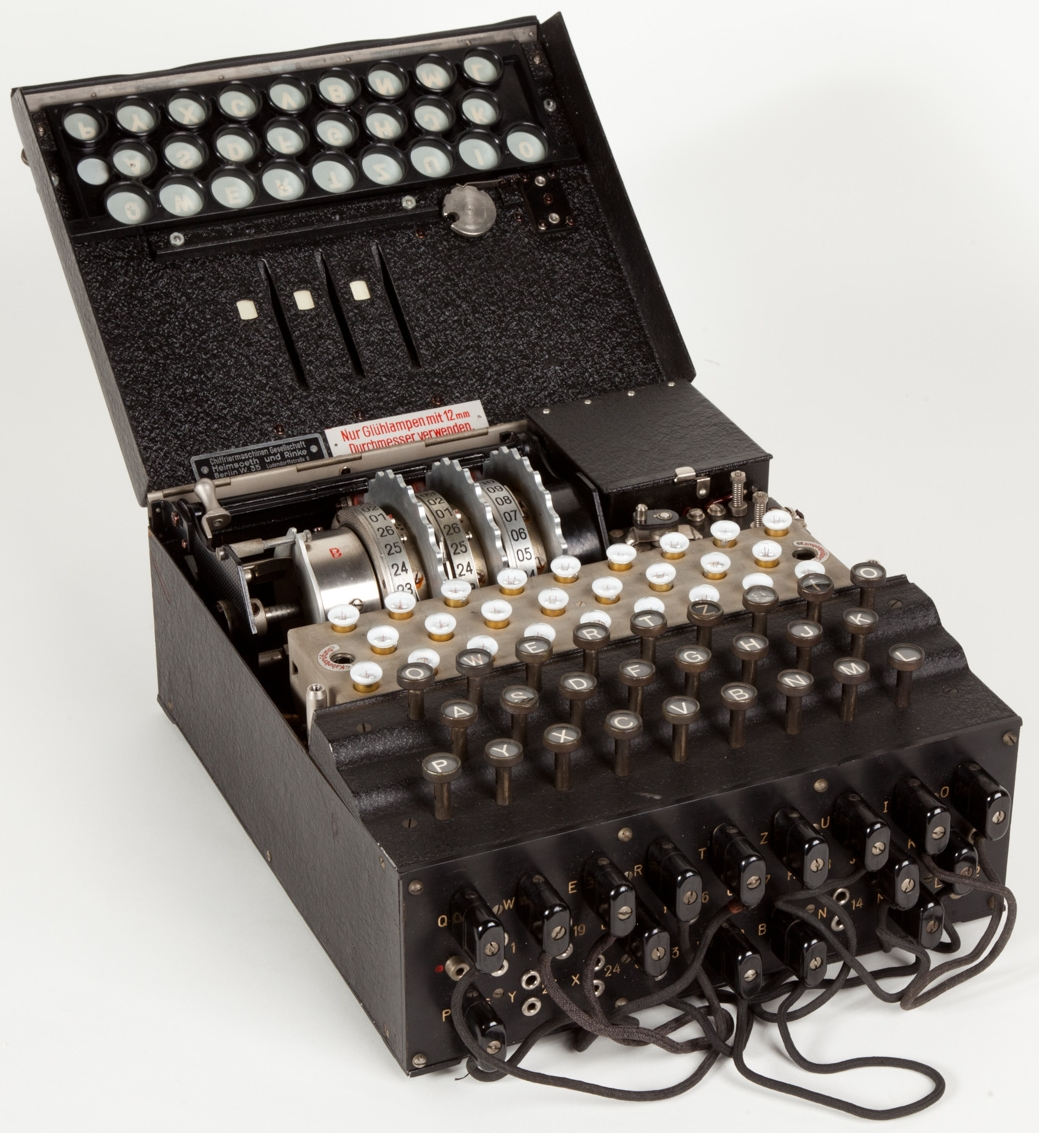
Machine Enigma exposée au musée des sciences et des techniques Léonard de Vinci de Milan.

Avant 1932, le Biuro Szyfrów a réussi à résoudre le chiffrement d'une première version de la machine Enigma fonctionnant sans tableau de connexion, mais n'a pas de succès avec l'Enigma I, une machine à chiffrer standard allemande qui commence à être utilisée à grande échelle,. À la fin du mois d'octobre ou au début du mois de novembre 1932, le capitaine Maksymilian Ciężki, chef de la section allemande du Biuro Szyfrów, charge Rejewski de travailler seul quelques heures par jour sur l'Enigma I, sans que Rejewski ne parle à ses collègues de ce qu'il fait.

#### Câblage d'Enigma
Pour décrypter les messages Enigma, trois informations sont nécessaires : une compréhension générale du fonctionnement d'Enigma, le câblage des rotors et les réglages quotidiens (la séquence et les orientations des rotors et les connexions enfichables sur le tableau de connexion). Rejewski ne dispose que du premier élément, basé sur des informations déjà acquises par le Biuro Szyfrów à l'exemple des plans d'Enigma fournis par le Deuxième Bureau français.
Rejewski aborde donc le problème de la découverte du câblage des rotors. Pour ce faire, selon l'historien David Kahn, il est le premier à utiliser les mathématiques pures dans l'analyse cryptographique. Les méthodes précédentes ont largement exploité les schémas linguistiques et les statistiques des textes en langage naturel : l'analyse fréquentielle des lettres. Rejewski applique des techniques de la théorie des groupes — des théorèmes sur les permutations — dans son « attaque » sur Enigma. Ces techniques mathématiques, combinées aux éléments fournis par le chef du renseignement radio français Gustave Bertrand, à partir de données de l'informateur allemand Hans-Thilo Schmidt, permettent à Rejewski de reconstituer les câblages internes des rotors et du réflecteur non rotatif de la machine. « La solution », écrit Kahn, « est le véritable exploit de Rejewski, qui l'élève au panthéon des plus grands cryptanalystes de tous les temps ». Rejewski utilise un théorème mathématique selon lequel deux permutations sont conjuguées si et seulement si elles ont la même structure de cycle, que le professeur de mathématiques et co-éditeur du journal de cryptologie Cryptologia, Cipher A. Deavours, décrit comme « le théorème qui a remporté la Seconde Guerre mondiale ».
Avant de recevoir les informations des services de renseignement français, Rejewski a soigneusement étudié les messages d'Enigma, en particulier les six premières lettres de messages interceptés au cours d'une même journée. Pour des raisons de sécurité, chaque message est chiffré en utilisant différentes positions de départ des rotors, sélectionnées par l'opérateur. Ce message est composé de trois lettres. Pour le transmettre à l'opérateur destinataire, l'opérateur d'envoi commence le message en envoyant le paramètre du message sous une forme déguisée : un indicateur à six lettres. L'indicateur est créé à l'aide de l'Enigma avec ses rotors réglés sur un réglage de base, global et commun pour la journée, partagé par tous les opérateurs. La manière particulière dont l'indicateur est construit introduit une faille dans le chiffrement.
Par exemple, si l'opérateur choisit le paramètre KYG pour un message, il commence par régler les rotors de l'Enigma sur le réglage de base, ce qui peut être GBL ce jour-là, puis chiffre le réglage du message sur l'Enigma à deux reprises, c'est-à-dire en entrant KYGKYG (ce qui peut donner quelque chose comme QZKBLX à la sortie). L'opérateur repositionne alors les rotors sur KYG et chiffre le message réel. Un opérateur destinataire peut inverser le processus pour récupérer d'abord le paramétrage du message, puis le message lui-même. La répétition de la configuration du message est apparemment conçue comme un contrôle d'erreur permettant de détecter les déformations, mais elle a pour effet imprévu d'affaiblir considérablement le chiffrement. En raison de la répétition du réglage du message par l'indicateur, Rejewski sait que, dans le texte en clair de l'indicateur, les première et quatrième lettres, les deuxième et cinquième et les troisième et sixième sont identiques. Ces relations peuvent donc être exploitées pour percer le chiffrement.
Rejewski étudie ces paires de lettres. Par exemple, s'il y a quatre messages le même jour portant les indicateurs suivants : BJGTDN, LIFBAB, ETULZR, TFREII, puis en regardant les première et quatrième lettres de chaque série, il sait que certaines paires de lettres sont liées. B est liée à T, L à B, E à L et T à E : (B, T), (L, B), (E, L) et (T, E). S'il a assez de messages différents pour travailler, il peut construire des séquences entières de relations : la lettre B est liée à T, elle-même à E, puis à L, et à B. C'est une permutation circulaire ou un cycle de 4, car il faut quatre sauts pour revenir à la lettre de départ. Un autre cycle le même jour pourrait être A{\displaystyle \rightarrow }F{\displaystyle \rightarrow }W{\displaystyle \rightarrow }A, ou un cycle de 3. S'il y a suffisamment de messages un jour donné, toutes les lettres de l'alphabet peuvent être couvertes par un certain nombre de cycles différents de tailles différentes. Les cycles sont cohérents pour un jour, puis passent à un ensemble de cycles différents le jour suivant. Une analyse similaire peut être effectuée sur les deuxième et cinquième lettres et les troisième et sixième, en identifiant les cycles dans chaque cas et le nombre d'étapes dans chaque cycle.
En utilisant les données ainsi acquises, combinées à la tendance des opérateurs d'Enigma à choisir des combinaisons de lettres prévisibles comme indicateurs (telles que les initiales de connaissances ou une série de touches qu'ils voient sur le clavier Enigma), Rejewski peut déduire six permutations correspondant au chiffrement à six positions consécutives de la machine Enigma. Ces permutations peuvent être décrites par six équations avec diverses inconnues, représentant le câblage dans le tambour d'entrée, les rotors, le réflecteur et le tableau de connexion.

Schéma du chiffrement effectué par Enigma pour deux lettres consécutives. Le courant passe à travers un assemblage de rotors, puis par le réflecteur et enfin à nouveau par les rotors. La lettre A est chiffrée de façon différente pour deux pressions consécutives sur cette même touche, la première étant chiffrée en G, la seconde en C dans cet exemple. Ceci est dû au fait que le rotor droit a tourné d'un pas entre les deux pressions de touche, conduisant à un circuit électrique totalement différent.
Schéma électrique d'Enigma montrant le chemin suivi par le courant : quand la touche A est pressée, la lampe D s'allume. De même, la lettre D est encodée en A. Par contre, la lettre A n'est jamais encodée en A.
Une permutation circulaire formée par les première et quatrième lettres d'un ensemble d'indicateurs. Rejewski exploite ces cycles pour déduire le câblage du rotor Enigma en 1932 et pour résoudre les paramètres de messages quotidiens.

#### L'aide française
À ce stade, Rejewski rencontre des difficultés en raison du grand nombre d'inconnues dans l'ensemble des équations qu'il a développé. En 1980, il déclare qu'il n'est toujours pas connu si un tel ensemble de six équations est soluble sans autres données. Néanmoins, il est aidé par des documents cryptographiques que le Deuxième Bureau (la Section D du renseignement militaire français), dirigé par le futur général Gustave Bertrand, a obtenu et transmis au Biuro Szyfrów polonais. Les documents proviennent d'un espion du service cryptographique allemand, Hans-Thilo Schmidt, et incluent les paramètres Enigma pour les mois de septembre et octobre 1932. Vers les 9-10 décembre 1932, les documents sont donnés à Rejewski. Ils lui permettent de réduire le nombre d'inconnues et de résoudre le câblage des rotors et du réflecteur.

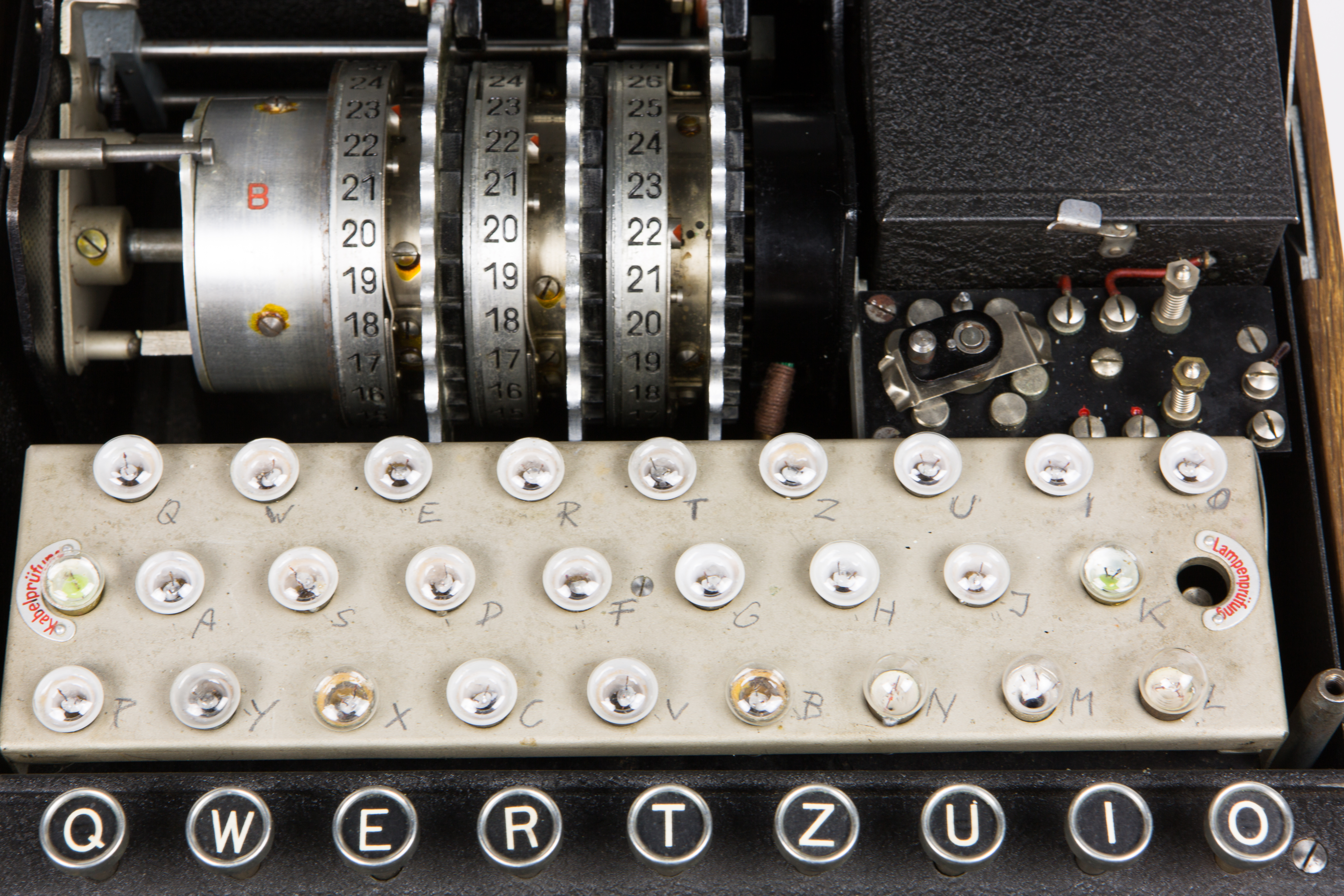
Gros plan sur les lampes et les rotors d'une machine Enigma.

Il y a cependant un autre obstacle à surmonter. L'Enigma militaire a été modifiée à partir de l'Enigma commerciale, modèle que Rejewski peut étudier concrètement. Dans la machine commerciale, les touches sont connectées au tambour d'entrée dans l'ordre du clavier allemand (QWERTZU...). Cependant, dans l'Enigma militaire, les connexions sont plutôt câblées dans l'ordre alphabétique (ABCDEF...). Cette nouvelle séquence de câblage déjoue les cryptologues britanniques travaillant sur Enigma, qui rejettent le câblage alphabétique comme trop évident. Rejewski, peut-être guidé par une intuition sur un penchant allemand pour l'ordre, devine simplement que le câblage est d'ordre alphabétique normal. Selon cette hypothèse, les connexions dans un rotor, qui s'avère être le rotor de droite, sont finalement connues.
Les réglages fournis par les services de renseignement français couvrent deux mois qui chevauchent une période de basculement pour le paramétrage des rotors. Un rotor différent se trouve dans la position de droite pendant le second mois, de sorte que les câblages de deux rotors peuvent être récupérés selon la même méthode. À la fin de l'année 1932, les câblages des trois rotors et du réflecteur sont trouvés. Un exemple de message dans un manuel d'instructions Enigma, fournissant un texte en clair et le texte chiffré correspondant, créé à l'aide d'une clé journalière et d'une clé de message, a permis de clarifier certains détails restants.
Il y a eu des spéculations quant à savoir si les câblages des rotors auraient pu être reconstitués sans les documents fournis par les services de renseignement français. En effet, une autre méthode a été trouvée et aurait pu être utilisée pour résoudre les problèmes de câblage, mais elle est « imparfaite et fastidieuse » selon les mots de Rejewski, d'autant qu'elle s'appuie sur le hasard. En 2005, le mathématicien John Lawrence déclare qu'il aurait fallu quatre ans pour que cette méthode ait des chances raisonnables de réussir : le matériel de renseignement fourni était donc déterminant pour le déchiffrement de la machine.

#### Résolution des paramétrages quotidiens
Après avoir déterminé le câblage dans les rotors restants, Rejewski est rejoint début 1933 par Różycki et Zygalski pour la mise au point de méthodes et d'équipements permettant de casser systématiquement les chiffrements Enigma. Rejewski commente plus tard :

##### Premières méthodes

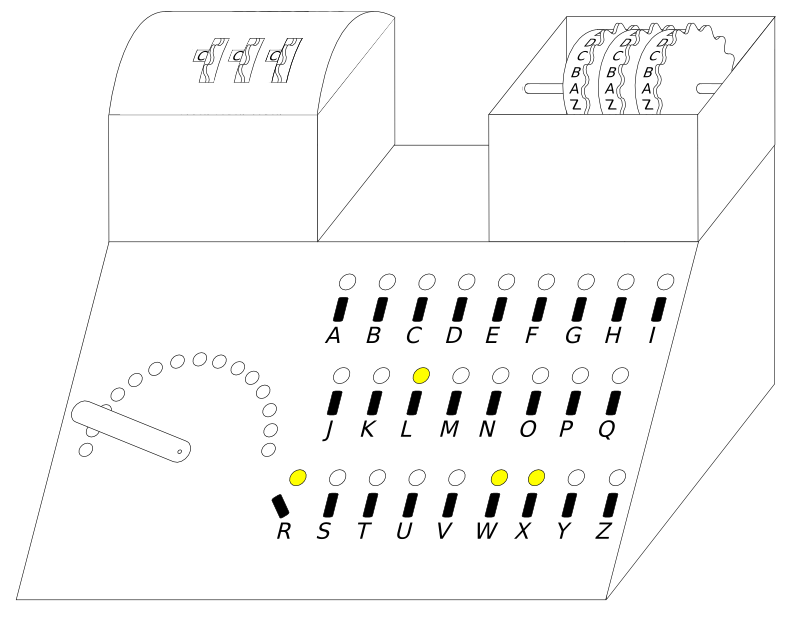
Cyclomètre inventé au milieu des années 1930 par Rejewski pour cataloguer la structure des permutations circulaires d'Enigma.

Un certain nombre de méthodes et de dispositifs doivent être inventés pour répondre aux améliorations constantes apportées aux procédures opérationnelles allemandes et à la machine Enigma. La méthode la plus ancienne pour reconstituer les clés quotidiennes est la méthode du gril, basée sur le fait que les connexions du tableau de connexion ne remplacent que six paires de lettres, laissant quatorze lettres inchangées. Vient ensuite la méthode de l'horloge de Różycki, qui permet parfois de déterminer quel rotor se trouve du côté droit de la machine Enigma un jour donné.
Après le 1er octobre 1936, la procédure allemande change et le nombre de connexions du tableau de connexion devient variable, allant de cinq à huit. En conséquence, la méthode du gril est devenue considérablement moins efficace. Cependant, une méthode utilisant un catalogue de cartes cryptologiques est mis au point vers 1934 ou 1935 et est indépendant du nombre de connexions enfichables. Le catalogue est construit à l'aide du cyclomètre de Rejewski, un appareil à usage spécifique permettant de créer un catalogue de permutations. Une fois le catalogue terminé, la permutation peut être consultée dans le catalogue, ce qui donne les réglages du rotor Enigma pour cette journée.
Le cyclomètre comprend deux ensembles de rotors Enigma et est utilisé pour déterminer la longueur et le nombre de cycles des permutations pouvant être générés par la machine Enigma. Même avec le cyclomètre, la préparation du catalogue est une tâche longue et difficile. Chaque position de la machine Enigma — 17 576 positions en tout — doit être examinée pour chaque séquence de rotors possible — 6 séquences possibles — ; par conséquent, le catalogue comprend 105 456 entrées. La préparation du catalogue prend plus d'un an, mais lorsqu'il est prêt, vers 1935, l'obtention des clés quotidiennes prend de 12 à 20 minutes,. Cependant, le 1er ou le 2 novembre 1937, les Allemands remplacent le réflecteur dans leurs machines Enigma, ce qui oblige les Polonais à recalculer l'intégralité du catalogue. Malgré cela, en janvier 1938, la section allemande du Biuro Szyfrów parvient à lire un nombre remarquable d'interceptions Enigma — de l'ordre de 75 % — et, selon Rejewski, ce résultat aurait pu être porté à 90 % avec une augmentation minimale du personnel.

##### Bombaet feuilles

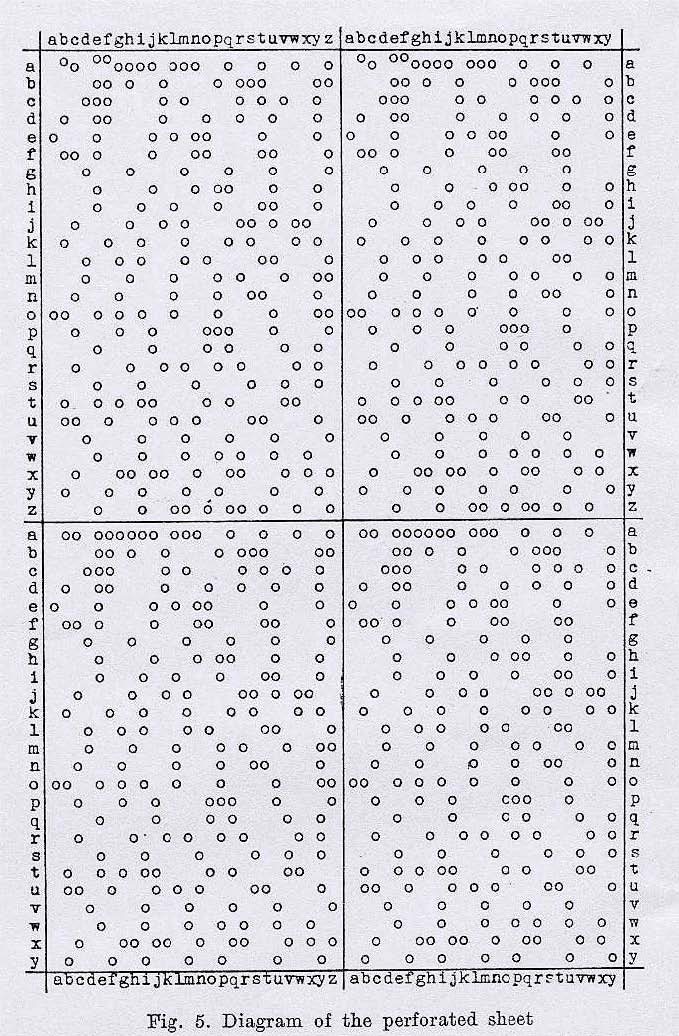
Exemple d'une feuille de Zygalski.

En 1937, Rejewski et la section allemande du Biuro Szyfrów sont transférés dans une installation secrète située près de Pyry, dans la forêt de Kabaty (en), au sud de Varsovie. Le 15 septembre 1938, les Allemands introduisent de nouvelles règles de chiffrement des clés de message, rendant obsolètes les techniques antérieures des Polonais. Les cryptanalystes polonais réagissent rapidement avec de nouvelles techniques. L'une d'entre elles est la bomba de Rejewski, une bombe cryptologique formée par un ensemble de six simulations de machines Enigma à alimentation électrique, qui résout les clés quotidiennes en environ deux heures. Six bombas sont construites et sont prêtes à être utilisées à la mi-novembre 1938. La bomba exploite le fait que les connexions du tableau de connexion n'affectent pas toutes les lettres. Par conséquent, lorsqu'un autre changement dans la procédure d'exploitation allemande a lieu le 1er janvier 1939, augmentant le nombre de connexions de tableaux de connexion, l'utilité des bombas est considérablement réduite. La bombe britannique, principal outil utilisé pour briser les messages d'Enigma pendant la Seconde Guerre mondiale, sera baptisée en référence à la bomba polonaise et probablement inspirée de celle-ci, bien que les méthodes cryptologiques incorporées dans les deux machines soient différentes.
À peu près au même moment que la bomba de Rejewski, Henryk Zygalski invente une méthode manuelle, celle de feuilles perforées qui seront nommées les feuilles de Zygalski, indépendante du nombre de connexions du tableau de connexion. Rejewski décrit la construction du mécanisme de Zygalski et sa manipulation comme des feuilles de papier assez épaisses, portant les lettres A à Z qui sont préparées pour les 26 positions possibles du rotor de gauche de la machine Enigma et un carré est tracé sur chaque feuille, divisé en 51 par 51 carrés plus petits. Les côtés, le haut et le bas de chaque grand carré — il peut également s'agir d'un rectangle — portent les lettres A à Z, puis A à travers Y. C'est en quelque sorte un système de coordonnées dans lequel les abscisses et les ordonnées marquent les positions possibles successives du rotor central et du rotor de droite, et chaque petit carré marque des permutations marquées, avec ou sans points constants, correspondant à ces positions. Les cas avec des points constants sont perforés. Chaque point constant doit être perforé jusqu'à quatre fois. Lorsque les feuilles sont superposées et déplacées dans le bon ordre et de la bonne manière, conformément à un programme défini avec précision, le nombre d'ouvertures visibles diminue progressivement. Et, si une quantité suffisante de données est disponible, il reste finalement une seule ouverture, correspondant probablement au bon cas, c'est-à-dire à la solution. À partir de la position de l'ouverture, il est possible de calculer l'ordre des rotors, le réglage de leurs anneaux et, en comparant les lettres des touches chiffrées avec les lettres de la machine, de même la permutation, il permet d'obtenir la clé de chiffrement complète.
Cependant, le 15 décembre 1938, une autre modification apportée à la machine Enigma complique l'application des feuilles de Zygalski et de la bomba. Les Allemands avaient en effet fourni à leurs opérateurs deux rotors supplémentaires pour compléter les trois d'origine, ce qui rend le décryptage dix fois plus complexe. Construire dix fois plus de bombes cryptologiques — il en faudrait 60 — dépasse les capacités du Biuro Szyfrów : ces nombreuses bombas auraient coûté quinze fois son budget annuel d'équipement.
Deux semaines et demie plus tard, à compter du 1er janvier 1939, les Allemands portent le nombre de connexions enfichables de 7 à 10, ce qui diminue dans une grande mesure l'utilité des bombas. Les feuilles de Zygalski tout comme la méthode du catalogue sont, elles, indépendantes du nombre de connexions enfichables. Toutefois, la fabrication des feuilles est très fastidieuse, de sorte qu'au 15 décembre 1938, seulement un tiers de l'ensemble du travail est réalisé. Les charges dépassent considérablement les capacités du bureau polonais.

##### Communications des résultats à leurs alliés
Il devient évident que la guerre est imminente et que les ressources financières polonaises sont insuffisantes pour suivre l'évolution du cryptage Enigma. L'état-major polonais et le gouvernement polonais décident d'initier leurs alliés occidentaux aux secrets du décryptage de la machine Enigma. Les méthodes polonaises sont révélées aux représentants des services de renseignement français et britanniques lors d'une réunion à Pyry le 25 juillet 1939. La France est représentée par Gustave Bertrand et le capitaine cryptologue de l'armée de l'air, Henri Braquenié (en) ; le Royaume-Uni, par Alastair Denniston, chef de la Government Code and Cypher School (GC&CS), par le cryptologue vétéran Dilly Knox et par le commandant Humphrey Sandwith, chef de la section qui avait mis au point et contrôlé les stations d'interception et de détection de la Royal Navy. Parmi les hôtes polonais, figurent le chef du Biuro Szyfrów, Gwido Langer, le chef de la section allemande du Bureau, Maksymilian Ciężki, le superviseur de l'état-major du renseignement du bureau, Stefan Mayer (en), et les trois cryptologues Rejewski, Różycki et Zygalski,.

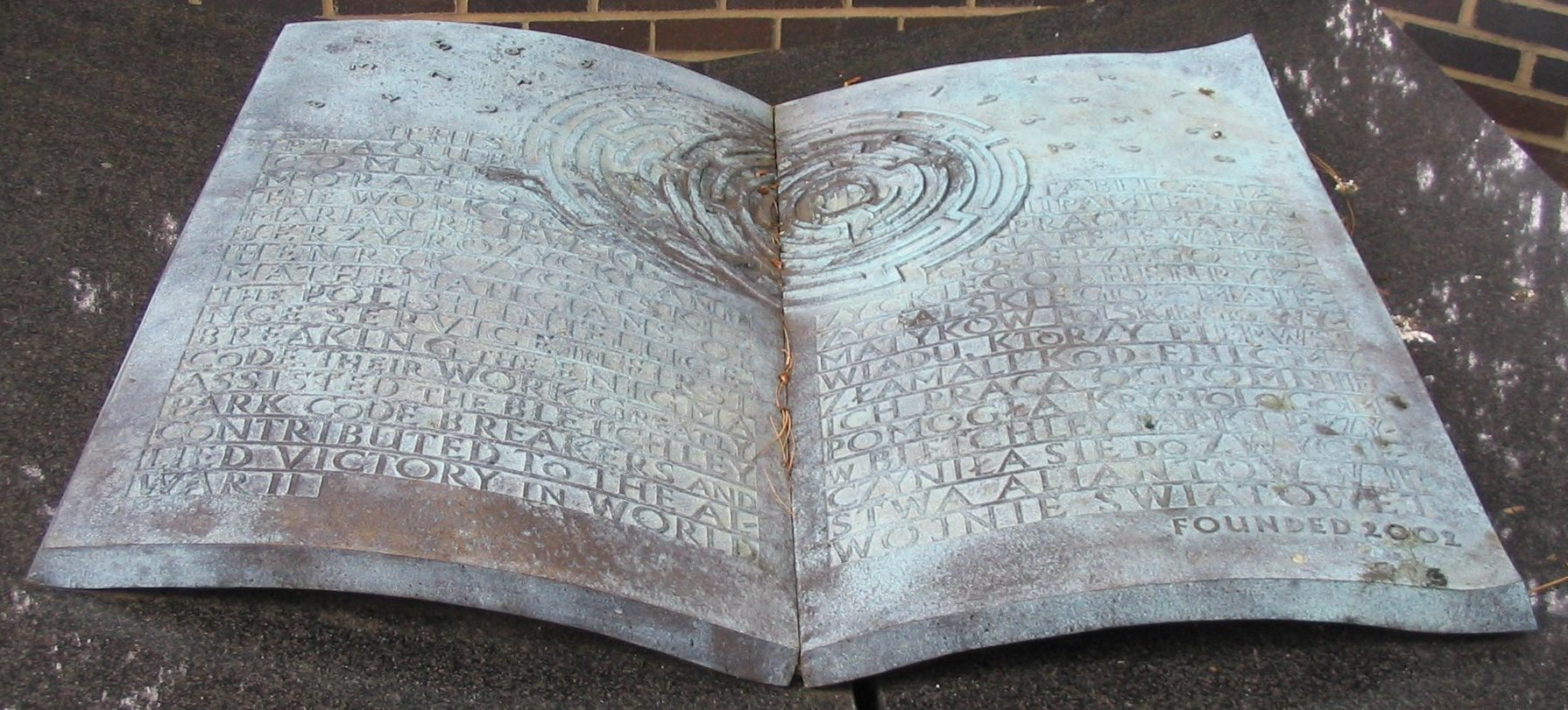
Plaque commémorative en anglais et polonais à Bletchley Park commémorant le travail de Marian Rejewski, Jerzy Różycki et Henryk Zygalski avec une reconnaissance de leur aide précieuse.

Le « cadeau » du déchiffrement des messages Enigma des Polonais à leurs alliés occidentaux, cinq semaines avant le début de la Seconde Guerre mondiale, arrive dans une période propice. Savoir que les messages Enigma sont déchiffrables remonte le moral des cryptologues alliés. Les Britanniques sont en mesure de fabriquer au moins deux jeux complets de feuilles perforées dont un qu'ils envoient au PC Bruno français à la mi-décembre 1939, et commencent à lire les messages Enigma de quelques clés liées à la campagne de Norvège et à la marine allemande au printemps 1940, soit quelques mois après le déclenchement de la guerre.
Sans l'aide de la Pologne, les cryptologues britanniques auraient, à tout le moins, pris un retard considérable dans la cryptanalyse d'Enigma. L'écrivain Hugh Sebag-Montefiore (en) conclut que les Britanniques ne seraient parvenus à un résultat avant novembre 1941 au plus tôt, après la capture d'une machine Enigma et de listes de clés de chiffrement, ainsi que dans l'Enigma version navale seulement après la fin de l'année 1942.
Les renseignements tirés de la résolution de chiffrements allemands de haut niveau — nommée Ultra par les Britanniques et les Américains — proviennent principalement des décryptages d'Enigma. Alors que la contribution exacte d'Ultra à la victoire des Alliés est contestée, les auteurs Władysław Kozaczuk et Jerzy Straszak notent « [qu'il] est largement admis qu'Ultra a évité au monde au moins deux années de guerre et a éventuellement empêché Hitler de l'emporter »,. L'historien britannique Harry Hinsley, qui travaille à Bletchley Park pendant la guerre, estime également que cela « a raccourci la guerre d'au moins deux ans et probablement de quatre ans »,. Les données recueillies par Ultra sont dues à l'avancée faite sur Enigma en Pologne. William Gordon Welchman, chef de la Hut 6 (en) de Bletchley Park chargé du chiffrement Enigma de l'armée allemande et de l'armée de l'air, précise que « [la récolte des données Ultra de la] Hut 6 n'aurait jamais pris son envol si nous n'avions pas appris des Polonais, qui à l'époque détaillent la version militaire allemande de la machine commerciale Enigma, ainsi que les procédures opérationnelles en vigueur »,.

### En France et au Royaume-Uni

#### PC Bruno

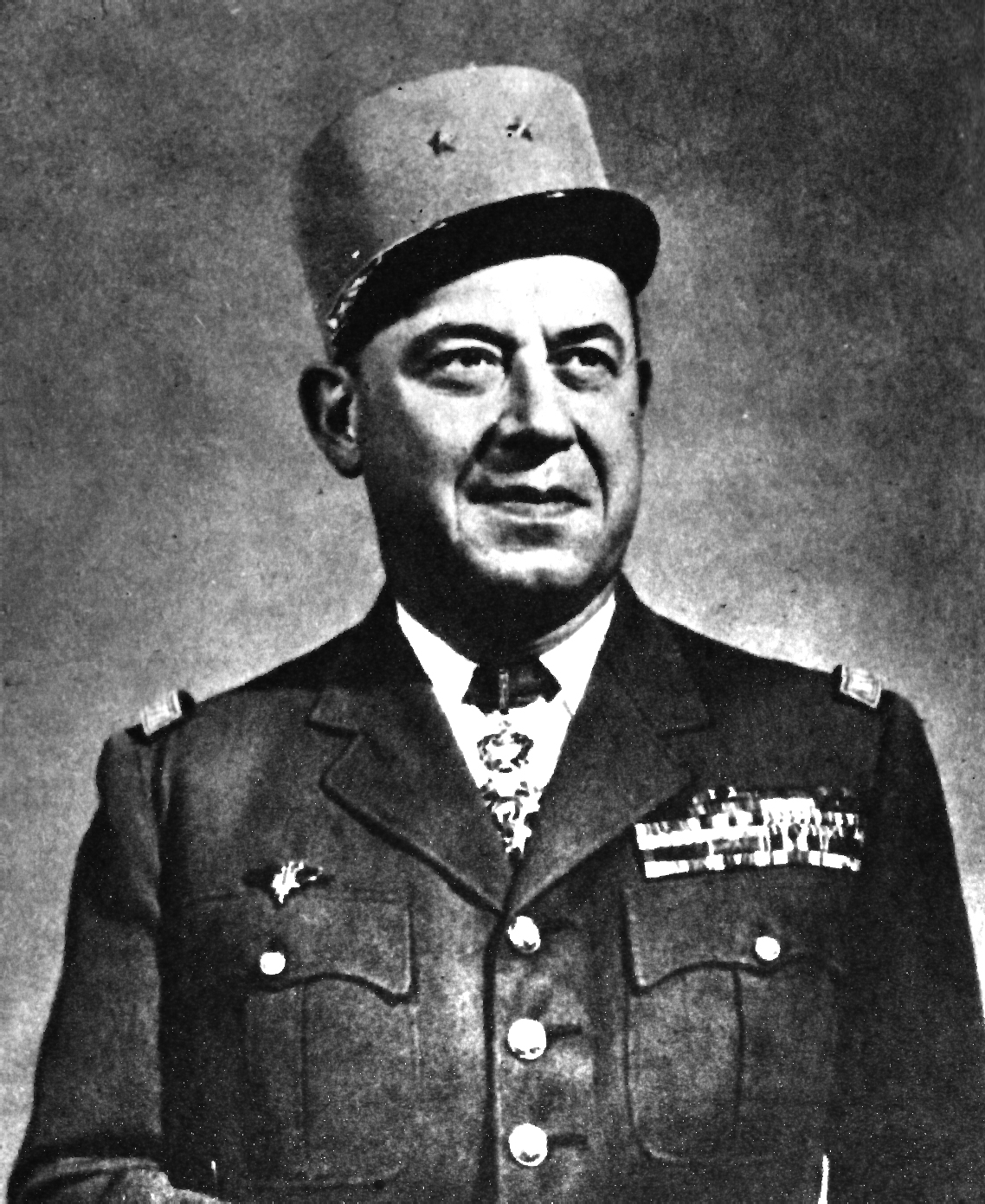
Gustave Bertrand (Bolek, de son nom de code), dans une photographie d'après guerre.

Le 5 septembre 1939, le Biuro Szyfrów commence des préparatifs en vue de l'évacuation de son personnel clé et du matériel de Varsovie, désormais menacés. Bientôt, un train spécial d'évacuation, l'Echelon F, les transporte vers l'est, puis vers le sud. Le 17 septembre, lorsque le bureau reçoit l'ordre de traverser la frontière roumaine, ses membres détruisent tous les documents et équipements sensibles ; le bureau ne dispose plus que d'un seul camion complètement chargé. Le véhicule est confisqué à la frontière par un officier roumain, qui sépare les personnels militaire et civil. Profitant de la confusion, les trois mathématiciens ignorent les instructions car ils estiment que, dans un camp d'internement, ils pourraient être facilement identifiés par la police de sécurité roumaine, dans laquelle l'Abwehr et le Sicherheitsdienst (SD) allemands maintiennent des informateurs. Les trois hommes se rendent à la gare la plus proche, échangent de l'argent pour acheter des billets et prennent le premier train en direction du sud. Après une douzaine d'heures, ils atteignent Bucarest, à l'autre bout de la Roumanie. Là, ils se rendent à l'ambassade britannique. Invités par les Britanniques à « revenir dans quelques jours », ils se rendent ensuite à l'ambassade de France, se présentant comme des « amis de Bolek », le nom de code polonais de Bertrand, et demandant à parler à un officier français. Un colonel de l'armée française téléphone à Paris et donne ensuite des instructions pour que les trois Polonais soient assistés dans leur évacuation vers Paris.
Le 20 octobre 1939, les trois cryptologues polonais reprennent leurs travaux sur les chiffrements allemands dans une unité de radio-renseignement commune franco-polono-espagnole basée à Gretz-Armainvilliers, à quarante kilomètres au nord-est de Paris, et logée au château de Bois Vignolle, qui a pour nom de code le PC Bruno.
Jusqu'au 3 ou 7 décembre 1939, alors que le lieutenant-colonel Gwido Langer et le capitaine de l'armée française Henri Braquenié (en) se rendent à Londres et à Bletchley Park, les Britanniques demandent que les cryptologues polonais soient mis à leur disposition au Royaume-Uni. Langer, cependant, prend pour position qu'ils restent là où l'armée polonaise en exil se formait, c'est-à-dire sur le sol français.
Le 17 janvier 1940, les Polonais trouvent la première clé de chiffrement Enigma en France. Le personnel du PC Bruno collabore par téléscripteur avec ses homologues de Bletchley Park en Angleterre. Pour la sécurité de leurs communications mutuelles, les agences de cryptologie polonaises, françaises et britanniques utilisent la machine Enigma. Bruno terminant ses messages chiffrés Enigma vers le Royaume-Uni avec un ironique « Heil Hitler ! ».
Début 1940, Alan Turing, le principal concepteur de la bomb, la bombe cryptologique britannique, élaborée à partir de la bomba polonaise, rend visite au PC Bruno pour s'entretenir du décryptage d'Enigma avec les trois cryptologues polonais.
Le 24 juin 1940, après la victoire du Troisième Reich dans la bataille de France, Gustave Bertrand embarque le personnel international du PC Bruno, dont quinze Polonais et sept Espagnols ayant travaillé sur des chiffrements italiens, dans trois avions à destination de l'Algérie.

#### PC Cadix
|                                      |  |                                        |
| Jerzy Różycki, cryptologue polonais. |  | Henryk Zygalski, cryptologue polonais. |

D'abord exfiltrés en Algérie, quelque trois mois plus tard, en septembre 1940, ils reprennent le travail clandestin dans le sud de la France de Vichy, inoccupée par les Allemands. L'identité de couverture de Rejewski est « Pierre Ranaud », un professeur de lycée à Nantes. Une station de radio-renseignement est installée au château des Fouzes, baptisée « PC Cadix », près d'Uzès. Ce centre en zone libre, avatar du PC Bruno, commence ses opérations le 1er octobre. Rejewski et ses collègues résolvent le problème des chiffrements télégraphiques allemands, ainsi que de la version suisse de la machine Enigma qui fonctionne sans tableau de connexion. Rejewski a peut-être un peu ou pas d'implication dans le travail sur le déchiffrement de la machine Enigma pour l'Allemagne, au PC Cadix.
Au début du mois de juillet 1941, Rejewski et Zygalski sont invités à tenter de résoudre des messages chiffrés du Lacida polonais, utilisé pour des communications sécurisées entre le PC Cadix et l'état-major polonais à Londres. Lacida est une machine à rotors basée sur le même principe cryptographique qu'Enigma, mais elle n'a jamais fait l'objet d'une analyse de sécurité rigoureuse. Les deux cryptologues créent la consternation en cassant le premier message en quelques heures, puis en résolvant d'autres messages d'une manière similaire.
Le plus jeune des trois mathématiciens polonais qui travaillent ensemble depuis 1929 — Jerzy Różycki — meurt dans le naufrage d'un navire de passagers français le 9 janvier 1942 alors qu'il rentre au PC Cadix après un séjour en Algérie. À l'été 1942, les travaux au PC Cadix deviennent dangereux et des plans d'évacuation sont élaborés. La France de Vichy est susceptible d'être occupée par les troupes allemandes et les transmissions radio du PC Cadix risquent de plus en plus d'être détectées par la Funkabwehr, une organisation de contrespionnage chargée de localiser les émetteurs radio ennemis. En effet, le 6 novembre, une camionnette équipée d'une antenne circulaire arrive à la porte du château des Fouzes, où opèrent les cryptologues. Les visiteurs, cependant, n'entrent pas et enquêtent sur les fermes voisines, générant cependant une forte inquiétude à la cellule. À la suggestion de Bertrand, les services de renseignement français ordonnent l'évacuation du PC Cadix. L'ordre est exécuté le 9 novembre, au lendemain du débarquement en Afrique française du Nord des Alliés (opération Torch). Trois jours plus tard, le 12 novembre, les Allemands occupent le château.

#### Fuite de la France via la péninsule Ibérique

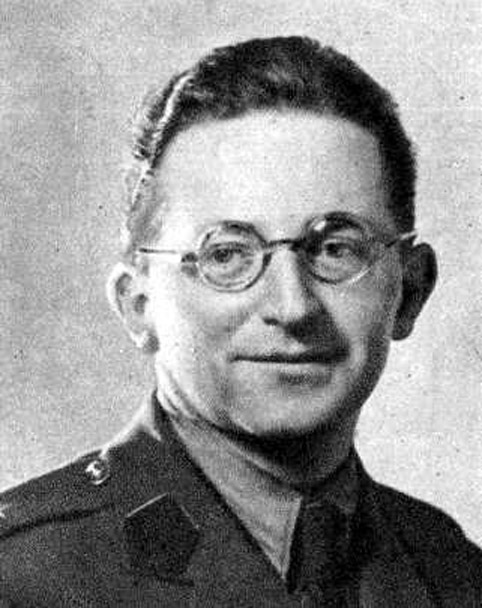
Marian Rejewski pendant la guerre (1943 ou 1944).

Les Polonais sont divisés en groupes de deux et trois. Le 11 novembre 1942, Rejewski et Zygalski sont envoyés à Nice, dans la zone d'occupation italienne en France. Soupçonnés de collaboration avec la résistance française, ils fuient de nouveau, se déplaçant ou se cachant constamment. Leur périple les conduit à Cannes, Antibes, de nouveau à Nice, puis à Marseille, Toulouse, Narbonne, Perpignan et Ax-les-Thermes, près de la frontière entre l'Espagne et la France. Le 29 janvier 1943, accompagnés d'un guide local, Rejewski et Zygalski partent à destination de l'Espagne et entament une ascension au-dessus des Pyrénées, évitant les patrouilles allemandes et celles de Vichy. Vers minuit, près de la frontière espagnole, le guide sort un pistolet et exige des deux hommes qu'ils lui remettent l'argent restant en leur possession.
Après ce vol, Rejewski et Zygalski réussissent à atteindre le côté espagnol de la frontière, mais sont arrêtés en quelques heures par la police de sécurité. Ils sont d'abord envoyés dans une prison à La Seu d'Urgell, puis transférés le 24 mars dans une prison de Lérida. Le 4 mai 1943, après avoir passé plus de trois mois dans des prisons espagnoles, ils sont libérés et envoyés à Madrid après l'intervention de la Croix-Rouge polonaise. Partant de là, le 21 juillet, ils se rendent au Portugal, puis à bord du navire HMS Scottish, à destination de Gibraltar. Par avion, ils parviennent le 3 août 1943 à la base aérienne RAF Hendon (en) au nord de Londres.
Pendant ce temps, en Modèle:Datemars 1943, cinq officiers, dont Gwido Langer et Maksymilian Ciężki, sont capturés dans les Pyrénées. Un an plus tard, en mars 1944, interrogés par l'Abwehr, ils confessent les décryptages d'avant-guerre, mais gardent le silence sur leurs activités depuis septembre 1939.

#### Royaume-Uni

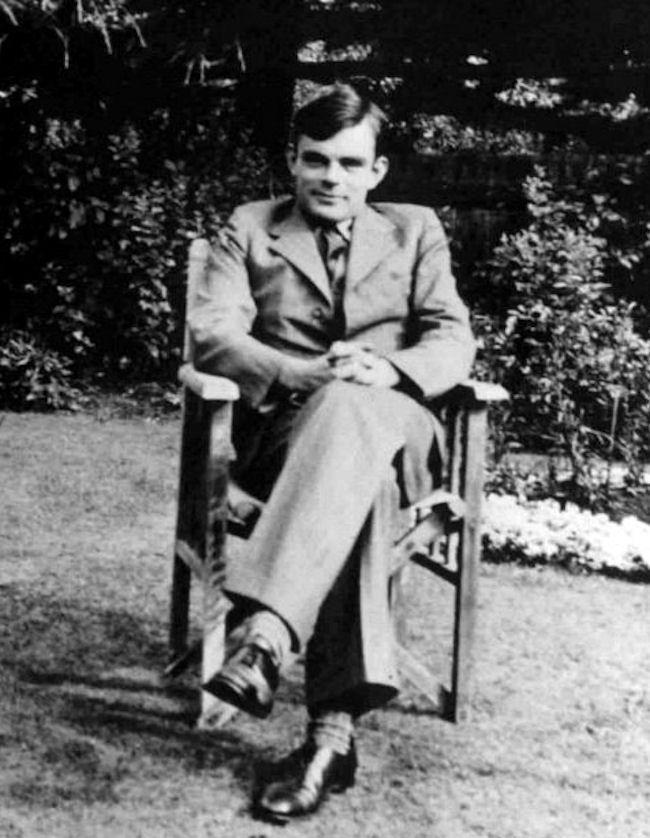
Photographie de jeunesse d'Alan Turing, le principal concepteur de la bombe cryptologique britannique.

Rejewski et Zygalski sont intégrés au sein des forces armées polonaises le 16 août 1943 et affectés à une installation de l'armée polonaise à Boxmoor (en) où ils poursuivent leurs travaux, cette fois-ci sur des chiffrements de la Schutzstaffel (SS) et du Sicherheitsdienst (SD). Les chiffrements sont généralement basés sur le système Doppelkassettenverfahren (« double Playfair »), sur lequel les deux cryptologues ont déjà travaillé en France. Le cryptologue britannique Alan Stripp suggère que leur mise au travail sur ce système équivaut à « mettre des chevaux de course pour tirer des chariots » car les chiffrements allemands sont de moindre importance par rapport à leur capacité. Le 10 octobre 1943, Rejewski et Zygalski sont promus sous-lieutenants. Peu après, Rejewski, et vraisemblablement aussi Zygalski, sont promus lieutenants. Lorsqu'il s'enfuit en Angleterre en juin 1944, Gustave Bertrand et sa femme se voient offrir une maison à Boxmoor, où il semble probable que sa collaboration avec Rejewski et Zygalski se soit poursuivie. Rejewski et Zygalski sont de fait écartés de Bletchley Park, le principal centre de décryptage près de Londres.
Le décryptage d'Enigma devient un domaine exclusivement britannique et américain ; les mathématiciens polonais, qui en avaient jeté les bases, ne sont plus autorisés à apporter de contributions dans ce domaine. À ce moment-là, à Bletchley Park, peu de personnes connaissent même la contribution de la Pologne à cette cause en raison du secret absolu et au nom du principe de restriction du « besoin d'en connaître ».

### Retour en Pologne
Après la répression de l'insurrection de Varsovie en 1944, la femme de Rejewski et ses enfants rejoignent l'ouest du pays, avec d'autres survivants de Varsovie. La famille trouve finalement refuge chez ses parents à Bydgoszcz. Rejewski est démobilisé de l'armée polonaise au Royaume-Uni le 15 novembre 1946. Six jours plus tard, il retourne en Pologne pour retrouver sa femme et sa famille. À son retour, son ancien professeur de l'université de Poznań, Zdzisław Krygowski, l'exhorte à occuper un poste universitaire en mathématiques à Poznań ou à Szczecin, dans l'ouest du pays. Rejewski peut y espérer un avancement rapide en raison des pénuries de personnel dues à la guerre, mais il se remet encore mal des rhumatismes qu'il a contractés dans les prisons espagnoles. Peu de temps après son retour en Pologne, à l'été 1947, son fils Andrzej, âgé de onze ans, meurt d'une poliomyélite fulgurante. Après ce décès, Rejewski décide de ne plus se séparer, même brièvement, de sa femme et de sa fille. Ils vivent donc à Bydgoszcz avec ses beaux-parents. Rejewski occupe différents postes sans lien avec ses qualifications et sans jamais parler de son passé de cryptologue.

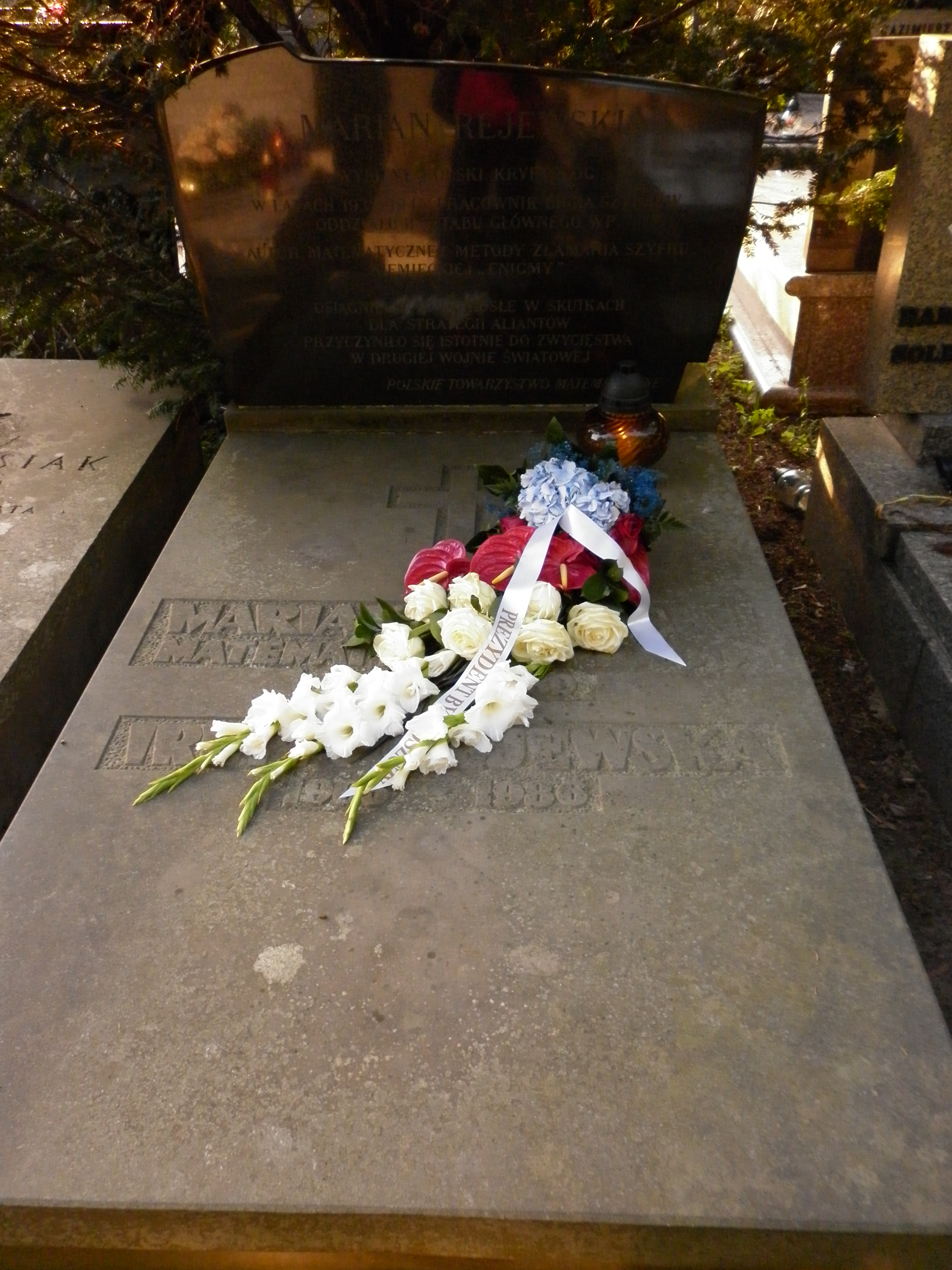
Tombe de Marian Rejewski au cimetière militaire de Powązki, à Varsovie.

Entre 1949 et 1958, le ministère polonais de la Sécurité publique, communiste, enquête à plusieurs reprises sur Rejewski, le soupçonnant d'être un ancien membre de l'armée polonaise de l'Ouest. Il prend sa retraite en 1967 et retourne à Varsovie en 1969 avec sa famille, dans un appartement qu'il a acquis trente ans auparavant avec l'aide financière de son beau-père. Rejewski rédige puis publie en 1942[Information douteuse] un « Rapport des travaux cryptologiques sur le chiffre de la machine allemande Enigma », puis commence à écrire ses mémoires, qui sont par la suite achetées par l'Institut d'histoire militaire de Pologne à Varsovie. Rejewski s'était souvent demandé de quoi se servait Alan Turing après sa visite au PC Bruno en 1940. Les Britanniques du Bletchley Park avaient bien fini par se servir des découvertes et des inventions polonaises. Pendant près de trois décennies après la guerre, peu de choses sont connues du public en raison d'une restriction imposée en 1945 par le Premier ministre du Royaume-Uni Winston Churchill. Dans un livre de 1967, Władysław Kozaczuk, historien associé à l'Institut d'histoire militaire, révèle les découvertes décisives de la Pologne sur le chiffrement de la machine Enigma.
Jusqu'en 1974, les rares informations publiées concernant le déchiffrement d'Enigma attirent peu l'attention. Le livre de Ladislas Farago (en), The Game of the Foxes (1971), présente un récit confus des origines d'Ultra, suivi de nombreux récits d'origine britannique et américaine après 1974 encore plus éloignés de la vérité. Leurs auteurs ne savent cependant pas qu'à l'époque, Rejewski est toujours vivant et alerte, et qu'il est donc une source précieuse d'informations. Gustave Bertrand, avec la publication de son livre sur Enigma en 1973, rend publiques des informations importantes sur les origines d'Ultra, renforcées avec le livre de The Ultra Secret (1974) de F. W. Winterbotham. Rejewski combat publiquement les contre-vérités sur la genèse d'Ultra et publie plusieurs articles sur son travail cryptologique tout en contribuant à des articles, des livres et des programmes télévisés. Il est par exemple questionné par des universitaires, des journalistes et des équipes de télévision de Pologne, d'Allemagne de l'Est, des États-Unis, du Royaume-Uni, de Suède, de Belgique, d'URSS, de Yougoslavie et du Brésil.
Rejewski entretient une correspondance avec son hôte français du temps de la guerre, le général Bertrand, et à la demande du général, il commence à traduire son livre en polonais[Information douteuse]. En 1976, à la demande du Józef Piłsudski Institute of America, Rejewski déchiffre la correspondance de Józef Piłsudski et de ses collègues conspirateurs socialistes polonais de 1904. Le 12 août 1978, il reçoit la Croix d'officier de l'Ordre Polonia Restituta.
Rejewski, qui souffre d'une maladie cardiaque, meurt chez lui d'une crise cardiaque le 13 février 1980, à l'âge de 74 ans. Il est enterré avec les honneurs militaires au cimetière militaire de Powązki à Varsovie.

## Reconnaissance et postérité

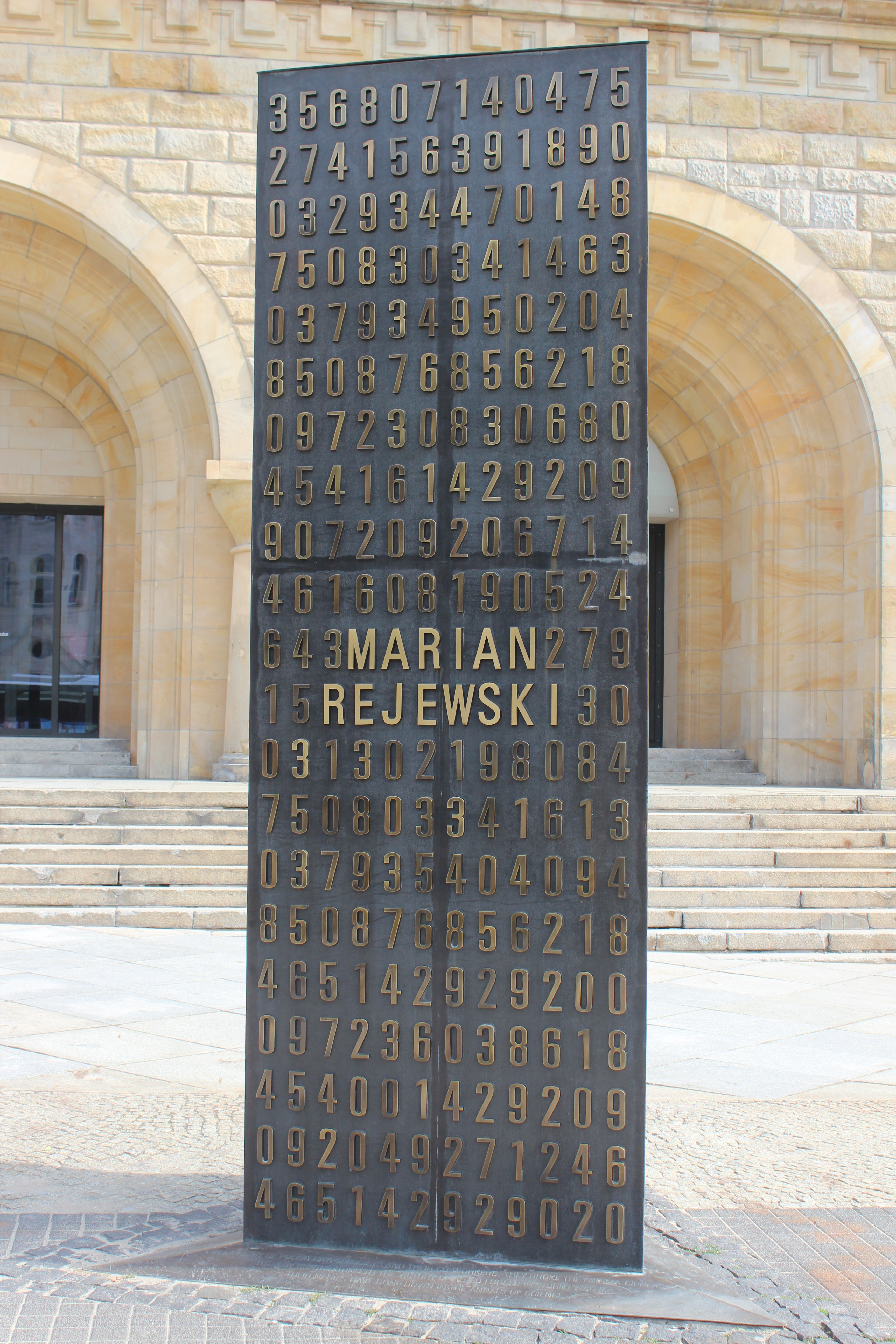
Mémorial en bronze à trois faces devant le château Impérial de Poznan soulignant les travaux de Rejewski, Różycki et Zygalski. Vue de la face rendant hommage à Rejewski.

Le 21 juillet 2000, le président de la République de Pologne Aleksander Kwaśniewski décerne à titre posthume la deuxième plus haute décoration civile du pays, la Grand-croix de l'Ordre Polonia Restituta, à Marian Rejewski et ses deux compatriotes. En juillet 2005, la fille de Rejewski, Janina Sylwestrzak, reçoit en son nom la War Medal 1939-1945 du chef d'état-major des armées britanniques. Le 1er août 2012, Marian Rejewski reçoit à titre posthume le prix Knowlton de la Military Intelligence Corps Association (MICA). Rejewski avait été nommé pour ce prix par l'Allied Command Counterintelligence (ACCI), de l'Organisation du traité de l'Atlantique nord (OTAN).
Le 5 août 2014, l'Institute of Electrical and Electronics Engineers (IEEE) remet à Rejewski, Różycki et Zygalski le prestigieux prix Milestone, qui récompense les réalisations qui ont « transformé le monde »,.
Un monument en bronze à trois faces est inauguré en novembre 2007 devant le château Impérial de Poznan pour souligner le 75e anniversaire du déchiffrement du premier message Enigma,. Chaque face porte le nom de l'un des trois cryptologues polonais : Rejewski, Różycki et Zygalski. Un autre mémorial est inauguré en 2005 pour le centenaire de la naissance du mathématicien dans sa ville de naissance, à Bydgoszcz. Le monument est dans sa conception une référence au Mémorial Alan Turing de Manchester. Un autre monument se trouve à Bletchley Park, et commémore les trois cryptologues polonais avec un texte écrit en anglais et en polonais.
Rejewski et ses collègues sont les héros de Sekret Enigmy (en) (1979), un thriller sur la solution polonaise au chiffrement allemand par Enigma. La série télévisée polonaise Tajemnica Enigmy (pl) (1980-1981) est également réalisée sur le même thème.
En conclusion, il est possible de dire que le génie de Rejewski a été de reconnaître que les attaques traditionnelles étaient inutiles contre le chiffrement par la machine Enigma, il devient ainsi le premier à utiliser une attaque algébrique de haut niveau contre un système cryptographique. Sa perspicacité produit donc une solution qui échappait à l'époque à ses pairs français et britanniques.

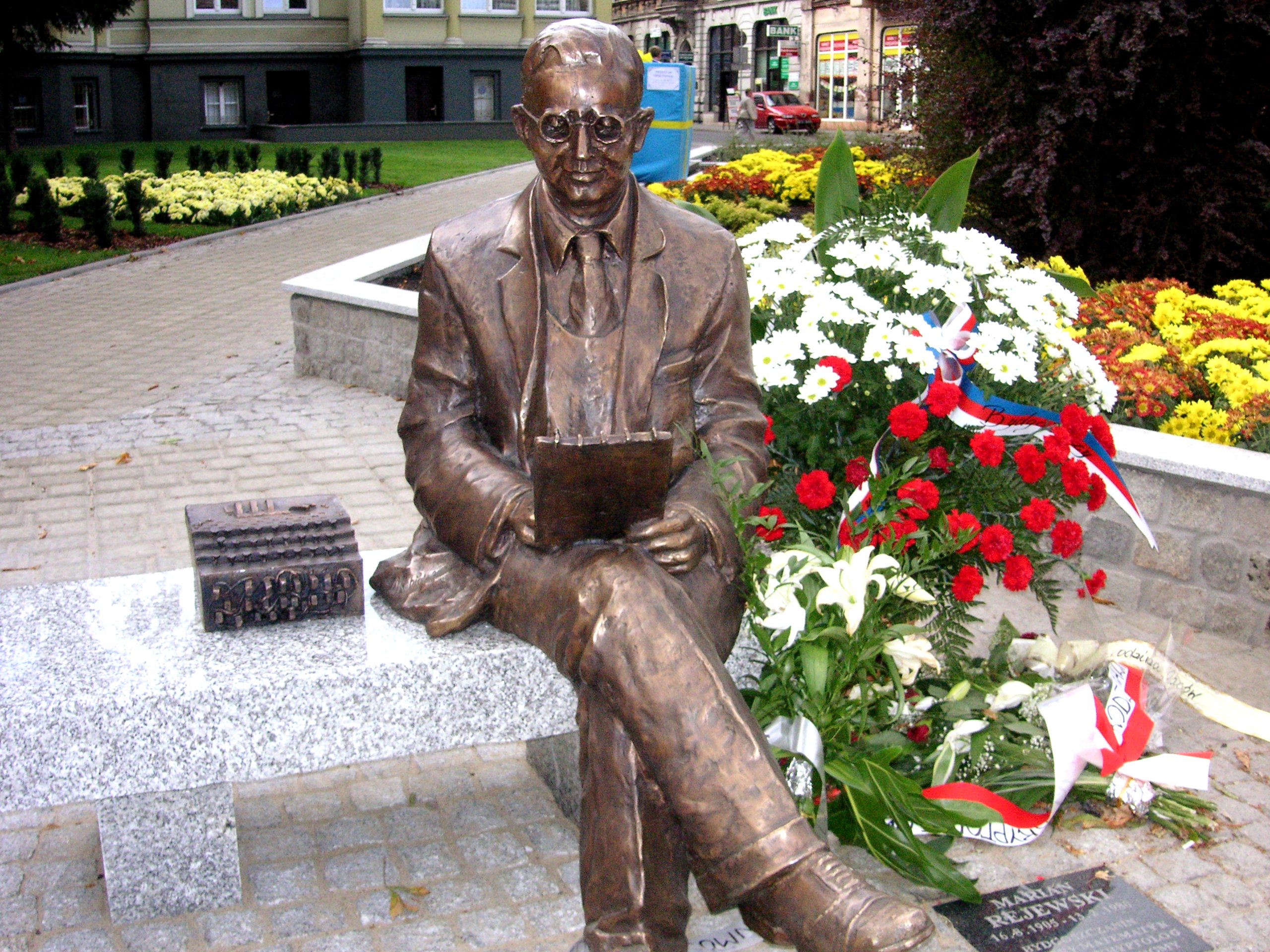
Mémorial à Bydgoszcz inauguré en 2005 pour le centenaire de la naissance de Rejewski.
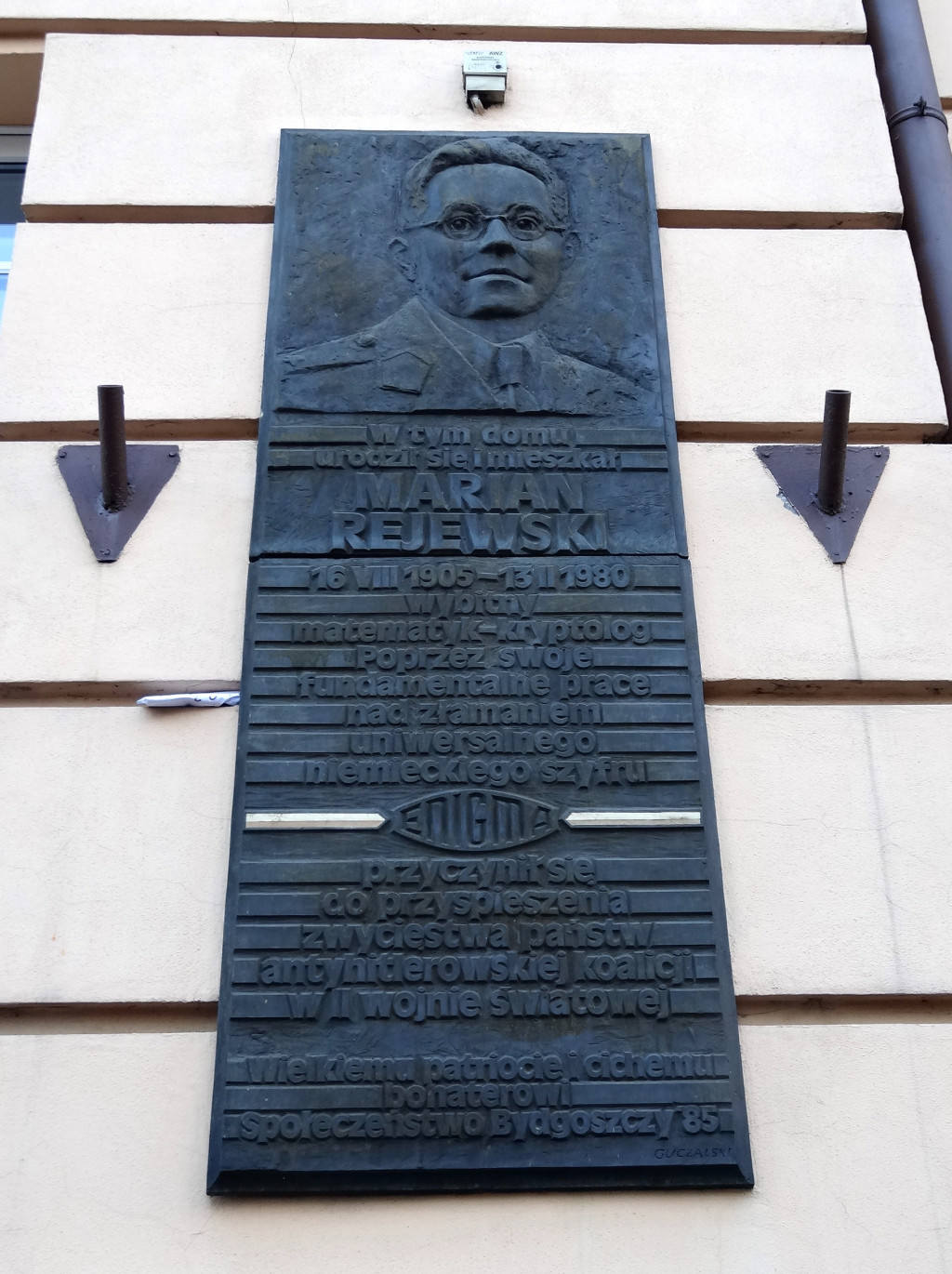
Plaque commémorative à Bydgoszcz.
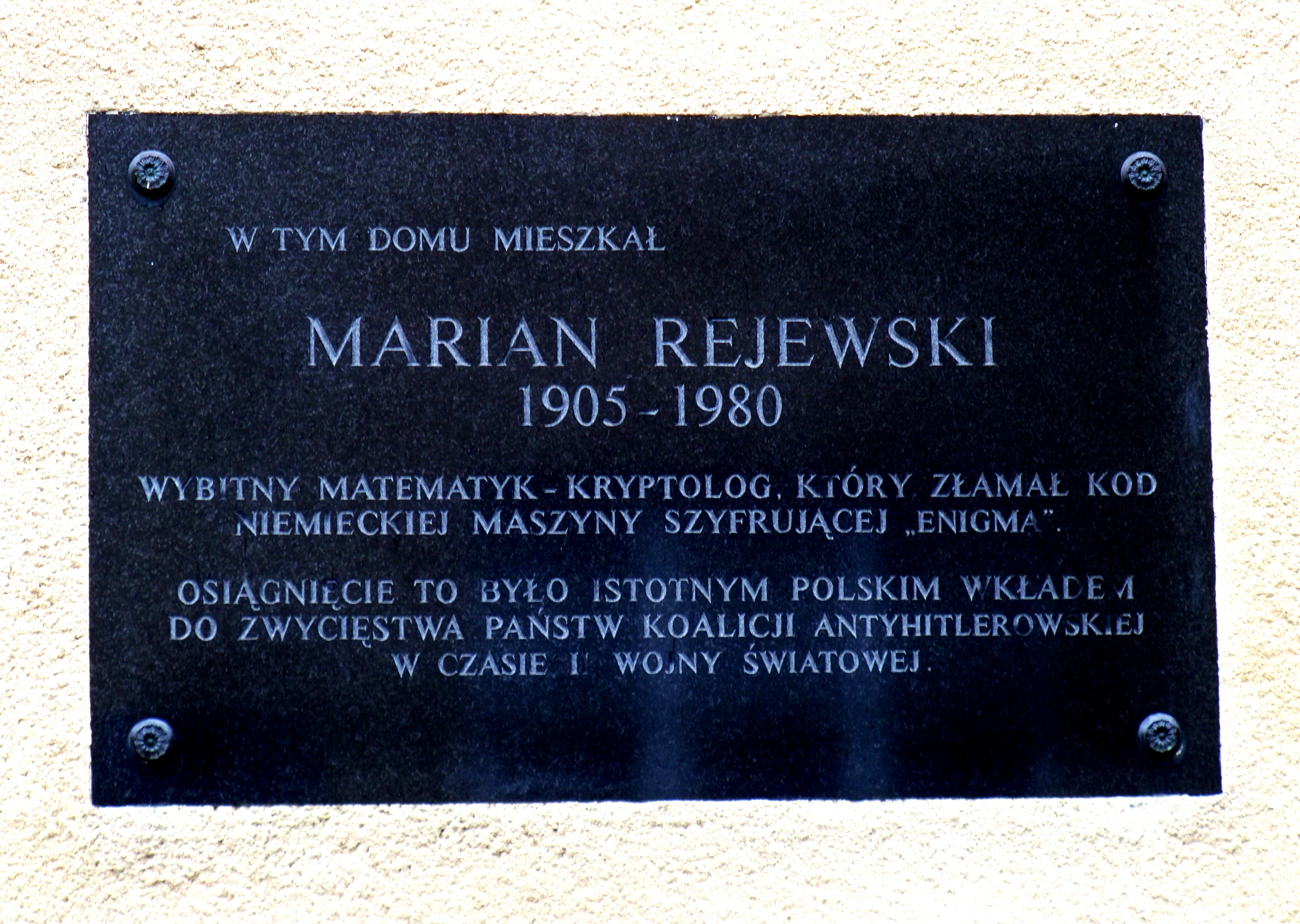
Plaque commémorative à Varsovie.
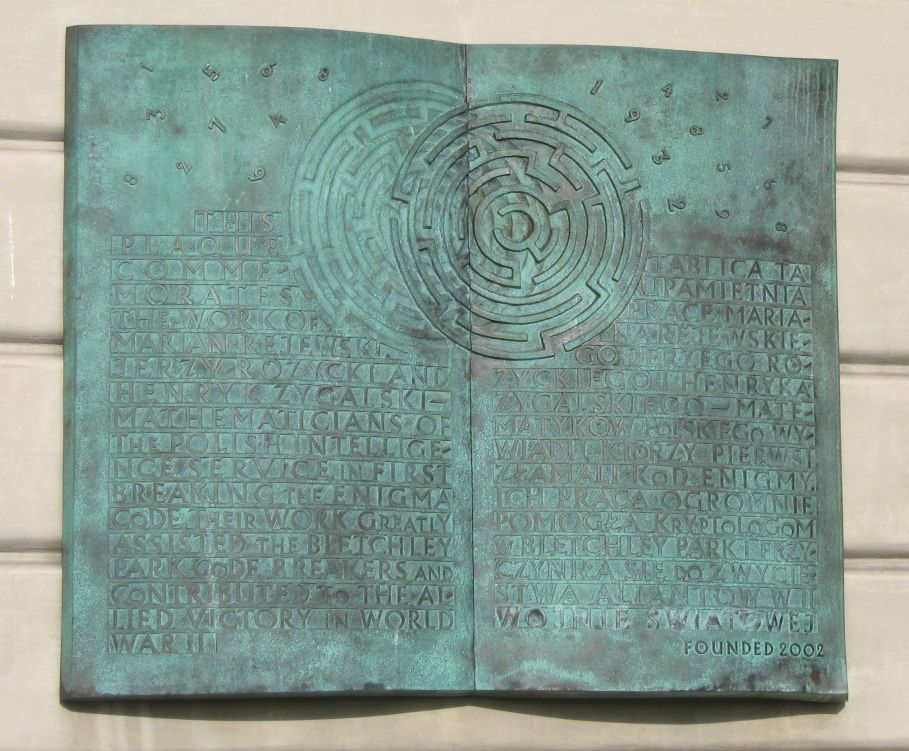
Plaque commémorative à Varsovie, réplique de celle de Bletchley Park commémorant les cryptologues polonais Marian Rejewski, Jerzy Różycki et Henryk Zygalski.
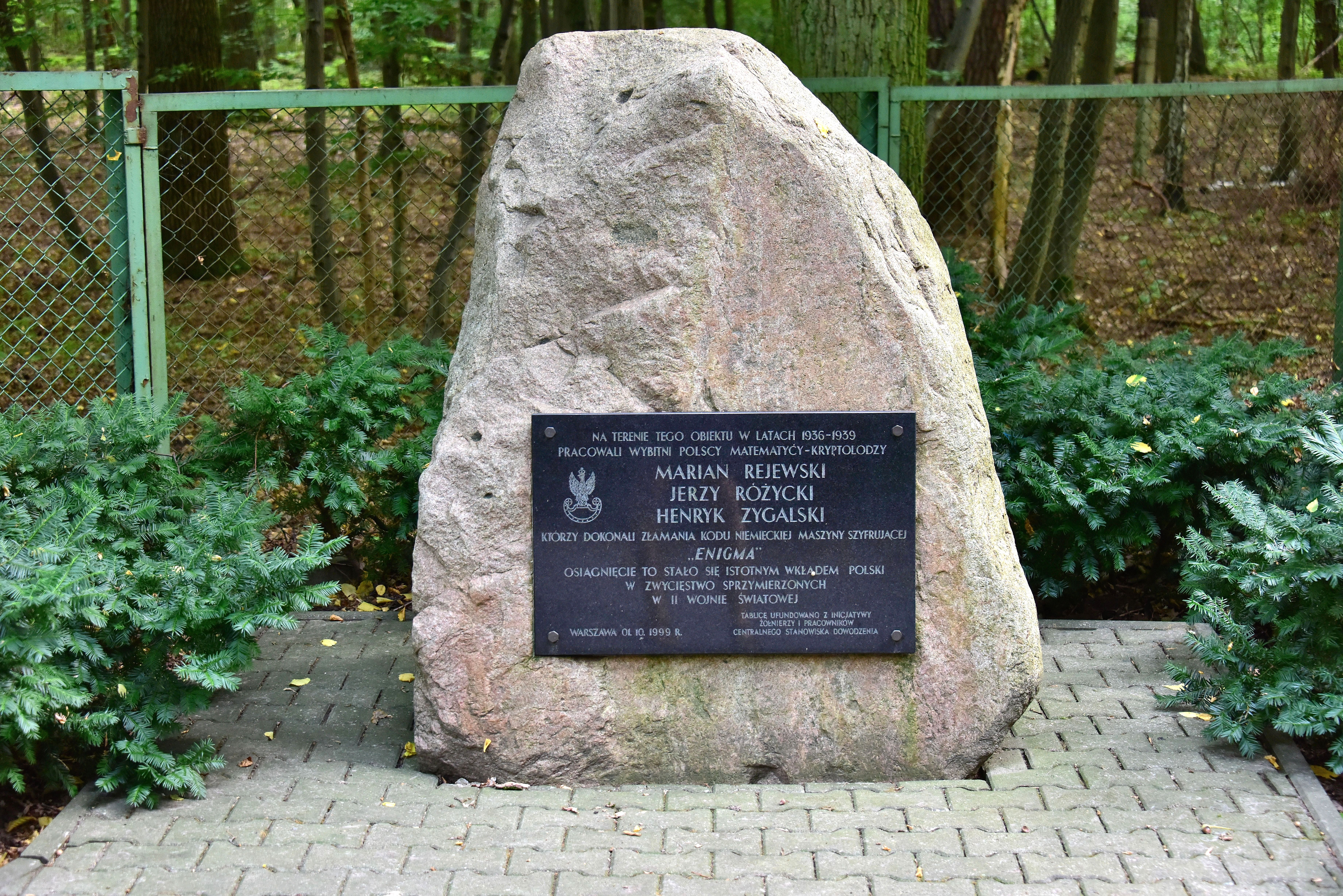
Mémorial commémoratif aux trois cryptologues polonais à Ursynów.

### Citations
1. ↑  (en) « Now we had the machine, but we didn't have the keys and we couldn't very well require Bertrand to keep on supplying us with the keys every month ... The situation had reversed itself: before, we'd had the keys but we hadn't had the machine — we solved the machine; now we had the machine but we didn't have the keys. We had to work out methods to find the daily keys. »
2. ↑  (en) « it is widely believed that Ultra saved the world at least two years of war and possibly prevented Hitler from winning »
3. ↑  (en) « shortened the war by not less than two years and probably by four years »
4. ↑  (en) « Hut 6 Ultra would never have gotten off the ground if we had not learned from the Poles, in the nick of time, the details both of the German military version of the commercial Enigma machine, and of the operating procedures that were in use. »
5. ↑  (en) « Report of Cryptologic Work on the German Enigma Machine Cipher »